# أشبرلي ياغمور درالي
أشبرلي ياغمور درالي (بالتركية: Eşber Yağmurdereli)‏ كاتب وروائي وشاعر ومؤلف قصص وناشط (سياسي وحقوقي).

## حياته
ولد ياغمور درالي في تور توم ببأرضروم في عام 1945م. وفي عام 1955م، فقد بصره في حادث سباحة.وحينما كان في المرحلة الثانوية عام1958م، ذهب إلى مدرسة للمكفوفين. وعندما رأى حال التعليم، أصدر جريدة مع أصدقاءه باسم «نحو الضياء» (Yeni Eylem). وفي عام 1963م، حصل على المركز الثالث في امتحانات القبول بالجامعة فالتحق بكلية الحقوق بجامعة أنقرة. ولقد تم فصله من الجامعة مع انقلاب 12 مارس. وبعد أن أتم دراسته بالجامعة، بدأ العمل بالمحاماة بمدينة سامسون في عام 1972م. ولقد أصدر مع أصدقاءه، أمثال: حسين جواهر وأركاداش زكائي أُزجر وأحمد إمام إنان وخلوق شاهين ومتين جوڤان وجورسن تابسس وجون زيلالي، الجريدة المسماة ب«الحركة الجديدة» (Yeni Eylem). وفي عام 1986، فاز بالمركز الأول في مسابقة القصة القصيرة بعنوان«حكاية الجبل الحزين».
وفي 13 مارس عام 1978م، تم اعتقاله بتهمة أنه مؤسس وقائد مجموعة جبهة حزب التحرير الشعبي التركي. وبموجب الفقرة الأولى من المادة المائة وستة وأربعين ـ التي تنظم أفعال «تغيير النظام الدستوري تحت ضغط السلاح» ـ من قانون العقوبات (TCK) تم إسقاط عقوبة السجن المؤبد من قبل محكمة جنايات سامسون. وفي 1 أغسطس عام 1991م، تم إطلاق سراحه مع إخلاء سبيل مشروط. ولقد قام بمناصرة حملة المليون إمضاء من أجل السلام.
وفي 8 سبتمبر عام 1991م، تم الحكم عليه بالسجن 10 أشهر؛ وذلك بسبب إلقاءه كلمة في مظاهرة عن جمعية حقوق الإنسان. وبعد موافقة محكمة الاستئناف على القرار، تم توحيد تلك العقوبة مع العقوبة السابقة التي تم إيقافها بإطلاق سراح مشروط؛ وذلك بالحبس 10 أشهر. في عام 1997م، تم إطلاق سراحه مع التأجيل لمدة عام. ولقد تم إبطال ذلك الحكم في 16 ديسمبر. وفي 1 يونيو عام 1998م، تم اعتقاله مرة أخرى، وتم إطلاق سراحه في 18 يناير عام 2001م.

## جوائزه
- ياغمور درالي الذي يعد من أبرز الأسماء التي تدافع عن حقوق الإنسان كتب مسرحيته المسماة ب«العقرب» ـ التي أُقيمت على مسرح أنقرة الفني ـ خلال 13 سنة والنصف التي قضاها في محبسه.
- فازت مسرحية «العقرب» لياغمور درالي بجائزتين؛ أولهما: عام 1998م حين عدها معهد الفن من أجمل المسرحيات المكتوبة على مر العصور، وثانيهما: عام 1999 مفازت بجائزة عصمت كونتاي لأفضل كاتب مسرحي.
- وفي عام 2000 م، حاز ياغمور درالي على جائزة لودوفيك تراريوكسالتي قدمتها جمعية المحامين الأوروبيين ومعهد حقوق الإنسان في مدينة بوردو بفرنسا، والتي حاز عليها نيلسون مانديلا عام 1985 م.
- ياغمور درالي الذي حاز على العديد من الجوائز فاز بالمركز الخامس في بطولةالشطرنج لضعاف البصر في 8 يوليو عام 2001 م.
- ولقد نشر ألتان أرككلي وفكرت كوشكان مسرحية «العقرب» في ألبوم.